# Matinsaari (ö i Södra Karelen)
Matinsaari är en ö i Finland. Den ligger i sjön Kivijärvi och i kommunen Rautjärvi i den ekonomiska regionen  Imatra ekonomiska region  och landskapet Södra Karelen, i den sydöstra delen av landet, 270 km nordost om huvudstaden Helsingfors. Öns area är 0,2 hektar och dess största längd är 80 meter i sydväst-nordöstlig riktning.